# Jamie Jones
Jamie Mark Jones (* 14. Februar 1988 in Neath) ist ein walisischer Snookerspieler.

## Karriere

### Jugend und Anlauf zur Profikarriere
Jamie Jones begann mit 10 Jahren mit dem Snookerspielen. In seiner Jugend trainierte er mit Matthew Stevens und Dominic Dale. Zu seinen Jugendfreunden zählt der drei Jahre jüngere Michael White, der ebenfalls aus dem südwalisischen Neath stammt. Bereits als 14-Jähriger spielte Jones 2002 ein Maximum Break bei einem offiziellen Turnier, damals war dies der Rekord für den jüngsten Spieler, der dies schaffte. 2004 gewann er die U19-Europameisterschaft und die walisische U21-Meisterschaft im Alter von 16 Jahren.
Danach versuchte er, über die Challenge Tour Profispieler zu werden. Er nahm an den vier Qualifikationsturnieren bei und erreichte einmal das Viertelfinale und besiegte dabei unter anderem Kurt Maflin und Lee Spick. Im Jahr darauf wurde die Pontin’s International Open Series (PIOS) mit acht Turnieren eingeführt und obwohl er dreimal ins Viertelfinale kam, erreichte er nur Platz 12 der Gesamtwertung. Allerdings hatten sich mit dem Turnier auch die weiteren Qualifikationskriterien für die Snooker Main Tour geändert. Unter anderem gab es sechs freie Plätze, die die fünf Nationalverbände auf den britischen Inseln frei vergeben durften. Jamie Jones wurde als amtierender Landesmeister vom walisischen Verband nominiert und durfte an der Snooker-Saison 2006/07 teilnehmen. Dreimal erreichte er in dem Jahr die zweite Runde bei Ranglistenturnieren, unter anderem bei der UK Championship. Beim Grand Prix in Aberdeen überstand er die Qualifikation unter anderem mit Siegen über Ricky Walden und Tian Pengfei. In der Gruppenphase gewann er zwar gegen Mark King und Michael Judge, schied aber trotzdem aus. Das reichte nur für Platz 82 der Weltrangliste und genügte nicht für eine Verlängerung der Main-Tour-Zugehörigkeit.
Im Jahr darauf unternahm er einen zweiten Anlauf über die PIOS-Tour. Diesmal gewann er ein Turnier und erreichte einmal das Halb- und viermal das Achtelfinale. Damit erreichte er Platz 4 der PIOS-Wertung und die erneute Qualifikation für die Profitour. In der Saison 2008/09 war er vor allem bei der UK Championship und der Weltmeisterschaft erfolgreich. Bei beiden Wettbewerben überstand er zwei Qualifikationsrunden und gewann unter anderem gegen David Gray und Robert Milkins. Aber obwohl es die beiden wichtigsten Turniere waren, schnitt er nur wenig besser ab als zwei Jahre zuvor und verlor erneut seinen Profistatus. Erneut nahm er an den PIOS-Turnieren teil und erneut gewann er einmal und kam einmal ins Halbfinale. Auch wenn die anderen Ergebnisse nicht so gut waren, reichte es für den achten Qualifikationsplatz und den dritten Anlauf auf der Profitour.

### Vorstoß in der Weltrangliste
Die Saison 2010/11 begann er mit einem Achtelfinaleinzug beim ersten Turnier der Players Tour Championship. Beim fünften Turnier kam er sogar bis ins Finale, wo er Ding Junhui unterlag. Während des Turniers erzielte er auch sein bislang höchstes Profibreak mit 143 Punkten. Beim sechsten Turnier und beim Rhein-Main Masters erreichte er jeweils das Achtelfinale. Dabei besiegte er teilweise mehrfach Spieler wie Gerard Greene, Mark Allen, Ricky Walden und Martin Gould. Er belegte er nach allen 12 Vorturnieren den 21. Platz in der Preisgeldrangliste und konnte sich somit auch für das Tourfinale in Dublin qualifizieren, das im März 2011 stattfand. In der ersten Runde kam es zum dritten Aufeinandertreffen mit Gould, der diesmal die Oberhand behielt. Bei den regulären Ranglistenturnieren war Jones besonders beim Shanghai Masters erfolgreich und verpasste nur um einen Sieg den Einzug in die Finalrunde. Bei den World Open und der UK Championship überstand er jeweils zwei Qualifikationsrunden. Damit rückte er nach nur einem Jahr bis auf Platz 47 der Weltrangliste vor und hatte den Main-Tour-Verbleib sicher.
Die folgende Spielzeit begann er erneut mit PTC-Erfolgen und dem Viertelfinale beim ersten, dritten und siebten PTC-Turnier. Beim Paul Hunter Classic 2011 erreichte er das Achtelfinale. Dabei schlug er weitere Topspieler wie Graeme Dott, Mark Davis und seinen Landsmann Matthew Stevens. Bei den Grand Finals besiegte er John Higgins und erreichte erstmals das Achtelfinale eines vollwertigen Ranglistenturniers. Bei den anderen großen Turnieren konnte er sich bis dahin aber nicht verbessern und war nicht über die letzten 48 hinausgekommen. Erst beim vorletzten Turnier, den China Open, erreichte er das Finalturnier, verlor dann aber in Peking schon in der Wildcard-Runde. Seinen bislang größten Erfolg feierte er bei der abschließenden Weltmeisterschaft. Durch Siege über Andy Hicks und Ricky Walden überstand er die Qualifikation für die Endrunde und hatte seinen ersten Auftritt im Crucible Theatre. In seinem ersten Match traf er dort auf den früheren Weltmeister Shaun Murphy, den er mit 10:8 schlug. Danach besiegte er sogar noch Andrew Higginson mit 13:10 und erst im Viertelfinale war gegen Allister Carter Schluss. In dem Match konnte er beim Stand von 8:12 noch auf 11:12 verkürzen, bevor er mit 11:13 verlor. Dieser Erfolg ließ ihn noch einmal einen Sprung in der Weltrangliste machen und er kam unter die Top 32 auf Platz 29.

### Auf und Ab im Proficircuit
Dies blieb erst einmal seine beste Platzierung, denn die Saison 2012/13 begann erst einmal mit vier Auftaktniederlagen. Nur beim Paul Hunter Classic konnte er sein Achtelfinale vom Vorjahr wiederholen und beim Shanghai Masters erreichte er die erste Finalrunde. Ansonsten gab es nur Erst- oder Zweitrundenniederlagen und auch bei den PTC-Turnieren erging es ihm wenig besser und das PTC-Finale war außer Reichweite. Nach dem knappen Erstrundenaus mit 9:10 gegen Liam Highfield bei der Weltmeisterschaft büßte er 11 Plätze in der Rangliste ein. Im Jahr darauf begann er zwar etwas besser, aber das dritte Achtelfinale in Folge beim Paul Hunter Classic war erneut der erste Saisonhöhepunkt. Beim Kay Suzanne Memorial Cup 2013 erreichte er zum zweiten Mal ein PTC-Halbfinale und bei den Gdynia Open ein weiteres Mal das Achtelfinale, so dass er zum dritten Mal das PTC-Finalturnier erreichte. Mark Allen besiegte ihn dort in Runde 1. Bei den meisten anderen Turnieren erreichte er mindestens Runde 2 und bei der WM kam er unter die letzten 48, konnte damit aber nicht die Punkte kompensieren, die von seinem großen Erfolg zwei Jahre zuvor wegfielen und er rutschte weiter ab in der Weltrangliste bis auf Platz 55.
Die Saison 2014/15 begann erfolgversprechend beim Wuxi Classic und beim zweiten Ranglistenturnier, den Australian Goldfields Open gewann er deutlich gegen Mark King und Stephen Maguire und erreichte das Achtelfinale. Dies gelang ihm auch bei den Lisbon Open, es war aber sein bestes PTC-Ergebnis und er verpasste diesmal wieder die Grand Finals. Beim Snooker Shoot-Out 2015, einem Sonderformat, erreichte er das Halbfinale. Bei den großen Turnieren erreichte Jones meist Runde 2 oder 3 und am Ende der Saison machte er noch einmal viele Punkte mit den Achtelfinals bei den Indian und den China Open mit Siegen über Liang Wenbo und Marco Fu. Bei der Weltmeisterschaft 2015 erreichte er zum zweiten Mal das Crucible, hatte dann aber gegen den Weltranglistendritten Neil Robertson keine Chance. Damit drehte er aber den Negativtrend um und er kehrte nach stetigem Aufwärtstrend wieder auf Platz 38 der Weltrangliste zurück. Erster Höhepunkt der nächsten Saison waren erneut die Australian Goldfields Open. Erstmals in seiner Karriere erreichte er das Halbfinale eines Ranglistenturniers, nachdem er auf dem Weg dahin den Weltranglistenersten Mark Selby mit 5:1 geschlagen hatte. Dieser revanchierte sich bei der UK Championship, wo er in der Runde der letzten 32 mit 6:5 gegen den Waliser gewann. Dieses Ergebnis übertraf er aber bei keinem weiteren Turnier, auch nicht bei den PTC-Turnieren, weshalb er die ganze Saison um den Einzug in die Top 32 kämpfte. Die 5:10-Erstrundenniederlage gegen den bis dahin sieglosen Tourneuling Hamza Akbar war bei der Weltmeisterschaft 2016 war zum Saisonabschluss ein schwerer Rückschlag und so blieb er außerhalb der Top 32 stehen.
Danach startete Jones solide in die Saison 2016/17 und bestätigte seine Punkte. Beim Paul Hunter Classic erreichte er mit dem Viertelfinale sein bestes Turnierergebnis. Und auch bei der UK Championship kam er erstmals unter die letzten 8, nachdem er unter anderem den Weltranglistenfünften Ding Junhui mit 6:2 besiegt hatte. Durch weitere Last-32-Ergebnisse sicherte er sich die zweite Teilnahme am World Grand Prix, an dem die besten 32 Spieler der Einjahresrangliste teilnehmen. Im weiteren Saisonverlauf gelang ihm noch der Achtelfinaleinzug beim Gibraltar Open. Bei der Weltmeisterschaft unterlag er in der dritten Qualifikationsrunde aber nach 8:7-Führung noch mit 8:10 gegen Graeme Dott. Damit bestätigte er über die Saison lediglich seine Platzierung und verpasste einen weiteren Fortschritt.
Jones konnte in der Snooker-Saison 2017/18 keine größeren Erfolge verzeichnen, sodass er in der Weltrangliste abrutschte. Durch mehrere Siege, darunter einen Whitewash gegen Liang Wenbo, konnte sich Jones für die Endrunde der Snookerweltmeisterschaft 2018 qualifizieren. Dort besiegte er in der ersten Runde überraschend Shaun Murphy mit 10:9. Im Achtelfinale verlor er mit 5:13 gegen Kyren Wilson.
Beim Paul Hunter Classic 2018 gelang ihm in der Partie gegen Lee Walker zum ersten Mal ein offizielles Maximum Break.

### Sperre 2018/19 und Fortsetzung der Karriere nach Tourpause
Am 11. Oktober 2018 veröffentlichte die WPBSA eine Meldung, dass im Zusammenhang mit Wettmanipulationen gegen Jones ermittelt werde. Es wurde eine sofortige Sperre gegen ihn erlassen. Nach einer Anhörung im Januar 2019 wurde bekanntgegeben, dass der Waliser von Manipulationen von David John bei einem Match aus dem Jahr 2016 gewusst hat und gegen den Verhaltenskodex für Profispieler verstoßen habe, weil er es nicht bekannt gemacht hat. Deshalb wurde die Sperrdauer auf 12 Monate bis einschließlich 10. Oktober 2019 festgesetzt. Dass er selbst Spiele manipuliert hat, wurde ihm nicht vorgeworfen.
Als Folge davon konnte er sich nicht für die Profisaison 2019/20 qualifizieren, er nahm aber 2020 an der Q School teil und sicherte sich im zweiten Turnier die Main-Tour-Rückkehr. Dabei gewann er das abschließende Entscheidungsspiel gegen Michael Georgiou mit 4:0. Die Saison 2020/21 begann der Waliser mit einigen Auftaktsiegen, über die zweite Runde hinaus kam er erstmals bei der UK Championship, wo er das Achtelfinale erreichte. Bei den anschließenden Scottish Open besiegte er im Viertelfinale den Weltranglistenfünften Kyren Wilson mit 5:1 und erreichte sein drittes Ranglistenhalbfinale. Mark Selby verhinderte diesmal seinen ersten Finaleinzug. Weitere Punkte sammelte er bei der WST Pro Series durch 5 Siege in den Gruppenspielen. Nur knapp verpasste er die zweite Turnierphase mit den Letzten 32. Es folgte eine Durststrecke, bei der er nicht über die zweite Runde hinauskam. Erneut erwies er sich aber als Spezialist für die großen Turniere und so erreichte er bei der abschließenden WM zum vierten Mal in seiner Karriere die Endrunde im Crucible Theatre. Durch ein 10:4 gegen Stephen Maguire erreichte er wie zuletzt 2018 das Achtelfinale, das er mit 6:13 gegen Stuart Bingham verlor. Damit stand Jones nach nur einem Jahr bereits wieder auf Platz 55 der Weltrangliste.

## Erfolge
Profiturniere
Ranglistenturniere
- Halbfinale: Australian Open (2015), Paul Hunter Classic (2017), Scottish Open (2020)

Minor-Ranking-Turniere
- Finale: PTC 2010/11 – Event 5
- Halbfinale: Kay Suzanne Memorial Cup (2013)

Einladungsturniere
- Halbfinale: Snooker Shoot-Out (2015)

Amateurturniere
- EBSA U19-Europameister (2004)
- Walisischer U19-Jugendmeister (2005)
- Walisischer U21-Jugendmeister (2004)
- Walisischer Meister (2006)